# Pityrodia chrysocalyx
Pityrodia chrysocalyx là một loài thực vật có hoa trong họ Hoa môi. Loài này được (F.Muell.) C.A.Gardner miêu tả khoa học đầu tiên năm 1931.